# Ворніченій-Марі
Ворніченій-Марі (рум. Vornicenii Mari, угор. Józeffalva) — село у повіті Сучава в Румунії. Входить до складу комуни Моара.
Село розташоване на відстані 347 км на північ від Бухареста, 14 км на південний захід від Сучави, 119 км на північний захід від Ясс.

## Населення
За даними перепису населення 2002 року у селі проживали 273 особи, усі — румуни. Рідною мовою 271 особа (99,3%) назвала румунську.

### Секейське минуле
Свого часу село належало до населених пунктів, заселених секеями, і мало назву Йожеффалва .